# Jürgen Borcherdt
Jürgen Hinrich Borcherdt (* 24. April 1870 in Uetersen; † 13. Mai 1956 ebenda) war ein niederdeutscher Lustspiel- und Possenautor, sowie Schriftsteller.

## Leben
Er wurde in Uetersen geboren und besuchte die dortige Schule. Danach machte er eine Lehre als Küfer und wurde anschließend für zwölf Jahre Berufssoldat und diente bei der Artillerie in Rendsburg. Nach der Beendigung des Militärdienstes wurde er als Postbeamter übernommen und war kurze Zeit in Mainz tätig. 1902 kam Borcherdt zurück nach Uetersen und wurde 1935 als Postinspektor pensioniert. Jürgen Borcherdt starb am 13. Mai 1956 in seiner Wohnung in Uetersen. Seine niederdeutschen Werke werden noch heute auf deutschen Laienspielbühnen aufgeführt.

## Werke (Auswahl)
- Fräulein Swiegerdochter, Plattdeutsches Lustspiel in einem Akt (Uetersen, Selbstverlag 1920)
- Alter schützt vor Torheit nicht, Plattdeutsche Posse mit Gesang in einem Akt (Uetersen, Selbstverlag 1921)
- Dat geiht to wiet, Plattdeutsches Lustspiel in einem Akt – 3. Auflage (Uetersen, Selbstverlag 1921)
- Dat Stadtfräulein,  Plattdeutsches Lustspiel in 2 Akten – 3. Auflage (Uetersen 1921)
- Hein Eggers, Plattdeutsche Komödie in einem Akt (Uetersen, Selbstverlag 1921)
- Schön is de Jugend, Plattdeutsche Posse mit Gesang in einem Akt (Uetersen, Selbstverlag 1921)
- Uns Modersprak, Plattdeutsches Lustspiel in einem Akt – 2. Auflage (Uetersen, Selbstverlag, 1921)
- In’n Lindenkrog, Plattdeutscher Schwank in einem Akt (Uetersen, Selbstverlag 1922)
- Paul un sien Kusine, Plattdeutsches Lustspiel in zwei Akten (Uetersen,  Selbstverlag 1922)
- Dat „bessere Mädchen“, Plattdeutsche Komödie in zwei Akten (Uetersen, Selbstverlag, 1924)
- Patzköpp, Plattdeutscher Schwank in einem Akt (Uetersen, Selbstverlag 1924)
- Liselotte, Plattdeutscher Schwank in drei Akten (Uetersen, Selbstverlag 1925)
- Liselotte, Plattdeutscher Schwank in drei Akten. – 2. Auflage (Uetersen, Selbstverlag 1931)
- Dat „bessere Mädchen“, Plattdeutsche Komödie in 2 Akten. – [Neuausgabe]  (Karl Mahnke Verlag Verden/Aller ca. 1960)
- Liselotte, Schwank in drei Akten [Neuausgabe] (Karl Mahnke Verlag Verden/Aller ca. 1960)
- Paul un sien Kusine, Plattdeutsches Lustspiel in zwei Akten [Neuausgabe] (Karl Mahnke Verlag Verden/Aller ca. 1960)
- Dat Stadtfräulein, Plattdeutsches Lustspiel in zwei Akten [Neuausgabe] (Karl Mahnke Verlag Verden/Aller ca. 1960)
- Uns Moderspraak, Höögspill in enen Törn [Neuausgabe] (Karl Mahnke Verlag Verden/Aller ca. 1960)
- Patzköpp,  En lustig Spill in 1 Törn [Neuausgabe] (Karl Mahnke Verlag Verden/Aller ca. 1960)